# Ibicaré
Ibicaré est une ville brésilienne de l'ouest de l'État de Santa Catarina.

## Géographie
Ibicaré se situe par une latitude de 27° 05′ 31″ sud et par une longitude de 51° 21′ 54″ ouest, à une altitude de 550 mètres. Sa population était de 3 373 habitants au recensement de 2010. La municipalité s'étend sur 151 km2.
Elle fait partie de la microrégion de Joaçaba, dans la mésorégion Ouest de Santa Catarina.

## Villes voisines
Ibicaré est voisine des municipalités (municípios) suivantes :
- Treze Tílias
- Iomerê
- Pinheiro Preto
- Tangará
- Ibiam
- Herval d'Oeste
- Luzerna
- Água Doce